# پل رویت
پل رویت (به لاتین: Pulraut) یک منطقهٔ مسکونی در تاجیکستان است که در ولایت سغد واقع شده‌است. پل رویت ۱۱ نفر جمعیت دارد و ۲٬۷۲۰ متر بالاتر از سطح دریا واقع شده‌است.